# Liste der Kulturdenkmale in Chemnitz-Siegmar
In der Liste der Kulturdenkmale in Chemnitz-Siegmar sind die Kulturdenkmale des Chemnitzer Stadtteils Siegmar verzeichnet, die bis Mai 2022 vom Landesamt für Denkmalpflege Sachsen erfasst wurden (ohne archäologische Kulturdenkmale). Die Anmerkungen sind zu beachten.
Diese Aufzählung ist eine Teilmenge der Liste der Kulturdenkmale in Chemnitz.

## Liste der Kulturdenkmale in Chemnitz-Siegmar
| Bild                                    | Bezeichnung | Lage                                        | Datierung | Beschreibung | ID       |
| --------------------------------------- | --- | ------------------------------------------- | --- | --- | -------- |
| Weitere Bilder                          | Werksgebäude einer Fabrik | Adam-Ries-Straße 6 (Karte)                  | 1920er Jahre | Langgestreckter, regelmäßig gegliederter Industriebau mit originaler, vollständig erhaltener Tragkonstruktion in Holz, baugeschichtlich und technikgeschichtlich von Bedeutung | 09203560 |
| Weitere Bilder                          | Empfangsgebäude des Bahnhofs Chemnitz-Siegmar | Am Siegmarer Bahnhof 2 (Karte)              | 1937–1939 (Empfangsgebäude); 1942 (Empfangsgebäude) | Schlichter, jedoch anspruchsvoll in Formen des Heimatstils gestalteter Bau, beherrschende Lage im Zentrum von Siegmar, eines der wenigen bemerkenswerten Bauvorhaben der späteren dreißiger Jahre in Chemnitz, baugeschichtlich von Bedeutung | 09203547 |
| Weitere Bilder                          | Mühle | An der Alten Mühle 10b (Karte)              | Bezeichnet mit 1830 | Stattlicher Mühlenbau mit mächtigem Mansarddach, baugeschichtlich von Bedeutung | 09203534 |
|                                         | Wohnhaus in offener Bebauung mit Garten | Curiestraße 1 (Karte)                       | Um 1900 | Streng komponierter gründerzeitlicher Wohnbau mit zurückhaltendem Dekor in sehr gutem Zustand, baugeschichtlich von Bedeutung | 09203558 |
| Weitere Bilder                          | Wohnhaus (ehemals mit sechs Garagen) | Curiestraße 11 (Karte)                      | Bezeichnet mit 1928 | Schlichter Baukörper mit markanten dekorativen Details, vermutlich Sitz eines Speditionsunternehmens, als solches von verkehrsgeschichtlichem Interesse | 09203559 |
| Weitere Bilder                          | Verwaltungsgebäude eines Industrieunternehmens, mit Einfriedung und Vorgarten (ehemals AEG Sächsische Werke) | Gaußstraße 3 (Karte)                        | Um 1930 | Bemerkenswerter traditionalistischer Bau mit expressionistischen Zierformen, figürlichem Reliefschmuck und markantem polygonalem Eingangsvorbau, anspruchsvolle Innendekoration, baugeschichtlich von Bedeutung | 09203543 |
| Weitere Bilder                          | Villa mit Garten (Trikotagenfabrik Emil Schirmer &. Co) | Gaußstraße 4 (Karte)                        | Um 1925 | Schlichter, jedoch anspruchsvoll gestalteter Wohnbau mit expressionistischen Schmuckformen, qualitätvolle Innengestaltung, baugeschichtlich von Bedeutung | 09203537 |
| Weitere Bilder                          | Ehemaliges Rathaus mit Vorgarten und kleinem Vorplatz | Gaußstraße 5 (Karte)                        | Um 1905 | Stattlicher Rathausbau in Neorenaissanceformen, asymmetrisch gruppierte Anlage mit beherrschendem Uhrturm, schlichter rückwärtiger „Sparkassen“-Anbau der 1930er Jahre mit Sgraffitoschmuck, baugeschichtlich und ortsgeschichtlich von Bedeutung. Heute AZURIT Seniorenzentrum Altes Rathaus. | 09203542 |
| Weitere Bilder                          | Mietshausgruppe, in Ecklage | Gaußstraße 7, 9 (Rosmarinstraße 28) (Karte) | Um 1910 | Markantes, eckumgreifendes Ensemble, im Reformstil der Zeit um 1910, bewegte Dachlandschaft, weitgehend unverändert, baugeschichtlich von Bedeutung | 09203538 |
| Weitere Bilder                          | Verwaltungsgebäude mit Vorgarten (ehemals SED-Gebietsparteileitung der SDAG Wismut) | Jagdschänkenstraße 29 (Karte)               | 1950–1952 | Herausragender Vertreter der an den „nationalen Traditionen“ orientierten Architektur der frühen 1950er Jahre in der DDR, historisch bedeutsam als Teil des Hauptquartiers der Wismut AG, städtebaulich wirksame Einheit mit gegenüberliegender Jagdschänkenstraße 50 (Chemnitz-Reichenbrand) | 09203562 |
| Weitere Bilder                          | Produktionsgebäude und Tankstelle mit Zapfsäulen (Renders Fahrzeugbau, ehemals SDAG Wismut und Wanderer-Werke / Auto-Union) | Jagdschänkenstraße 31 (Karte)               | Bezeichnet mit 1928 | Wichtiges historisches Zeugnis der Autoherstellung in Chemnitz, mehrgeschossiger Kopfbau mit repräsentativer Fassadengliederung, Tankstelle mit originalen Zapfsäulen von technikgeschichtlicher Bedeutung, architektonisch bemerkenswertes und industriegeschichtlich bedeutsames Gebäude | 09203561 |
| Weitere Bilder                          | Turnhalle und angebautes Spritzenhaus der Feuerwehr (zusammengehörig mit Schulgebäude Rosmarinstraße 12) | Kaufmannstraße 9 (Karte)                    | Um 1910 | Anspruchsvoll gestalteter Turnhallenbau mit geschossübergreifender Lisenengliederung und mächtigem Mansarddach, weitestgehend unverändert, baugeschichtlich von Bedeutung | 09203550 |
| Weitere Bilder                          | Verwaltungsgebäude der AOK (Allgemeinen Ortskrankenkasse) von Siegmar | Kaufmannstraße 20 (Karte)                   | Bezeichnet mit 1930 | Qualitätvoller konservativ-traditionalistischer Bau mit mächtigem Walmdach, baugeschichtlich von Bedeutung | 09203551 |
| Weitere Bilder                          | Wohnhaus mit Vorgarten (ehemals Stenographenheim) | Klingerstraße 33 (Karte)                    | Bezeichnet mit 1929 | Genossenschaftlicher Wohnbau mit markanter Klinkergliederung und expressionistischen Ziermotiven, rückwärtig halbrunder Treppenhausvorbau mit spitzer Haube, baugeschichtlich von Bedeutung | 09203555 |
| Direkt Bild zu diesem Denkmal hochladen | Straßenbrücke über die Eisenbahnstrecke Chemnitz Küchwald-Obergrüna | Kopernikusstraße (Karte)                    | Um 1903 | Bogenbrücke mit Natursteinverkleidung in gutem Originalzustand, typisches Brückenbauwerk ihrer Zeit, verkehrs- und ortsgeschichtlich bedeutsam. Die Eisenbahnbrücke Kopernikusstraße (Straßenüberführung) im Ortsteil Siegmar gehört zu einer am 17. Dezember 1903 eröffneten normalspurigen Eisenbahnstrecke. Hierbei handelt es sich um eine 11,665 km lange, nicht elektrifizierte Nebenstrecke, die ausschließlich dem Güterverkehr dienen sollte. Mit dem Bau der Strecke sollte die Belieferung der Industrie in Altendorf vorrangig befördert werden. Gleichzeitig diente sie auch als Ausweichstrecke der Hauptstrecke von Chemnitz nach Zwickau. Am 30. September 2004 erfolgte endgültig ihre Stilllegung. Eine Nachnutzung als Rad- und Wanderweg ist derzeit geplant. Etwa am Streckenkilometer 6,8 befindet sich die vermutlich um 1903 erbaute Eisenbahnunterführung Kopernikusstraße. Dabei handelt es sich um eine Betonbogenbrücke mit Bruchsteinverkleidung. Die Brücke blieb in guten Originalzustand erhalten. Sie ist ein bauliches Zeugnis der nunmehr stillgelegten Eisenbahnstrecke zwischen Chemnitz Küchwald und Wüstenbrand und daher von stadt- sowie verkehrsgeschichtlicher Bedeutung. | 09304711 |
| Weitere Bilder                          | Villa mit Garten und Einfriedung | Kopernikusstraße 16 (Karte)                 | Um 1925 | Repräsentativer Villenbau mit säulengestütztem Vorbau und expressionistischem Dekor, baugeschichtlich von Bedeutung | 09203535 |
|                                         | Villa Jäger mit Garten (Fabrikantenvilla der Nadel- und Platinenfabrik Otto Jäger) | Kopernikusstraße 18 (Karte)                 | Um 1905 | Großzügiger Villenbau in beherrschender Lage, asymmetrisch gruppiert, bewegte Dachlandschaft, vermutlich qualitätvolle Innenausstattung, baugeschichtlich von Bedeutung | 09203536 |
| Direkt Bild zu diesem Denkmal hochladen | Wohnhaus mit Vorgarten und Einfriedung | Kopernikusstraße 32 (Karte)                 | Um 1910 | Anspruchsvoll gestalteter Wohnbau in prominenter Lage, sparsamer Dekor in Jugendstilformen, baugeschichtlich von Bedeutung | 09203544 |
| Weitere Bilder                          | Fabrikanlage mit großer Shedhalle (Haus A), Galeriehalle (Haus B), Uhrturm und kleinem frei stehenden Vorbau (Waage?) (Haus C), kleiner Shedhalle (Haus D), mehrgeschossigem Fertigungsgebäude (Haus E) sowie Nebengebäude/Versandhaus (Haus F) | Lassallestraße 11 (Karte)                   | 1905 (große Shedhalle Gebäude A); 1920er Jahre (Galeriehalle Gebäude B); 1950 (Geschossbau Gebäude E); 1950/1951 (kleine Shedhalle Gebäude D); 1949–1953 (Versandhaus Gebäude F) | Ausgedehnter Industriekomplex mit Gebäuden aus unterschiedlichen Entstehungsphasen, sämtlich von hoher Gestaltungsqualität, besonders bemerkenswert die Galeriehalle mit auf zwei Ebenen umlaufenden Emporen und stadtbildprägendem Uhrturm, Bauteile der 1950er Jahre in strenger, kubisch gestaffelter Massengliederung, von herausragender Bedeutung war das Betriebskulturhaus als letzter außen und innen original erhaltener Vertreter dieses Bautyps in Chemnitz, das außen und innen unveränderte Heizhaus war ehemals wichtiger Bestandteil des industriellen Funktionszusammenhangs, baugeschichtlich und industriegeschichtlich von Bedeutung. Fabrikstandort erbaut für Werkzeugmaschinenfabrik Hermann & Alfred Escher AG, später Deutsche NILES-Werke AG und VEB Großdrehmaschinenbau „8. Mai“. Heizhaus, Pförtnerhaus und Kulturhaus 2004 abgebrochen. | 09203530 |
| Weitere Bilder                          | Mietshaus in offener Bebauung in Ecklage | Oberfrohnaer Straße 6 (Karte)               | Um 1905 | Anspruchsvoll gestalteter Bau mit geschossübergreifender Lisenengliederung, weitgehend original, baugeschichtlich von Bedeutung | 09203541 |
| Weitere Bilder                          | Poliklinik, mit Vorgarten und Einfriedungsmauer (ehemals Prophylakterium der Sozialversicherung Wismut) | Oberfrohnaer Straße 12 (Karte)              | 1950–1951 | Breit gelagerter historisierender Bau, markante Rundbogengliederung, Mittelrisalit und Seitenrisalite, wichtig als eine der frühen Baumaßnahmen, mit denen die SAG Wismut Siegmar zu ihrem Firmensitz ausbaute, Zeugnis des sowjetischen Einflusses auf die ostdeutsche Nachkriegsarchitektur, baugeschichtlich von Bedeutung | 09203552 |
|                                         | Mietshaus in offener Bebauung | Oberfrohnaer Straße 24 (Karte)              | Um 1900 | Anspruchsvoll gestalteter, gründerzeitlicher Mietsbau mit straffer architektonischer Gliederung, baugeschichtlich von Bedeutung | 09203563 |
| Weitere Bilder                          | Fabrikantenvilla mit Vorgarten (ehemals Verwaltungsgebäude des Gaswerkes Siegmar) | Otto-Schmerbach-Straße 18 (Karte)           | Um 1915 | Ansprechender, der Reformstilarchitektur verpflichteter Bau, architekturgeschichtlich von Bedeutung | 09203629 |
| Weitere Bilder                          | Wohnhaus | Rosmarinstraße 8 (Karte)                    | 17. Jahrhundert | Aufgrund seines Alters besonders wertvoller ländlicher Wohnbau, sichtbare Fachwerkkonstruktion mit Kopfstreben und Verblattungen sowie Thüringer-Leiter-Fachwerk, baugeschichtlich von Bedeutung | 09203533 |
| Weitere Bilder                          | Schule mit Vorgarten und Einfriedung (Turnhalle siehe Kaufmannstraße 9) | Rosmarinstraße 12 (Karte)                   | 1906 | Imposanter Schulbau in späthistoristischen Formen der Neorenaissance mit Jugendstilelementen, differenzierte architektonische Gliederung, asymmetrische Massengruppierung, weitestgehend original, baugeschichtlich von Bedeutung | 09203531 |
| Weitere Bilder                          | Villa mit Garten und Einfriedung | Rosmarinstraße 22 (Karte)                   | Um 1910 | Zurückhaltender Villenbau von herausragender Qualität, differenzierter Bauschmuck, farbige Glasfenster, weitestgehend unverändert, Verdacht auf reiche Innenausstattung, baugeschichtlich von Bedeutung | 09203540 |
| Weitere Bilder                          | Mietshausgruppe, in Ecklage | Rosmarinstraße 28 (Gaußstraße 7, 9) (Karte) | Um 1910 | Markantes, eckumgreifendes Ensemble, im Reformstil der Zeit um 1910, bewegte Dachlandschaft, weitgehend unverändert, baugeschichtlich von Bedeutung | 09203538 |
| Weitere Bilder                          | Wohnhaus in offener Bebauung | Wöhlerstraße 3 (Karte)                      | Um 1910 | Qualitätvoller gründerzeitlicher Wohnbau mit ländlichen Formmotiven, baugeschichtlich von Bedeutung | 09203570 |
|                                         | Mietshaus in offener Bebauung | Zwickauer Straße 377 (Karte)                | Um 1905 | Schlichter Mietsbau mit ausgewogener Fassadengliederung und qualitätvollem Bauschmuck, baugeschichtlich von Bedeutung | 09203568 |
|                                         | Mietvilla mit Garten | Zwickauer Straße 383 (Karte)                | Um 1890 | Streng gegliederter Wohnbau mit differenzierter Fassadengliederung, seitlich doppelgeschossige Holzloggia, baugeschichtlich von Bedeutung | 09203569 |
| Weitere Bilder                          | Wohnhaus, historische Schmiede von Neustadt | Zwickauer Straße 390 (Karte)                | 2. Drittel 19. Jahrhundert (vielleicht schon 1828) | Kleines ländliches Wohnhaus mit unter Verkleidung erhaltener Fachwerkkonstruktion im Obergeschoss, breite Tür kennzeichnet Handwerksbetrieb, baugeschichtlich von Bedeutung | 09203564 |
| Weitere Bilder                          | Wohnhaus in offener Bebauung | Zwickauer Straße 394 (Karte)                | Um 1890 | Einfaches gründerzeitliches Wohnhaus mit qualitätvollem Bauschmuck, baugeschichtlich von Bedeutung | 09203565 |
| Weitere Bilder                          | Wohnhaus mit Vorgarten | Zwickauer Straße 402 (Karte)                | 1. Drittel 19. Jahrhundert | Ländliches Wohnhaus mit markantem Steildach und unter Verkleidung erhaltenem Fachwerk im Obergeschoss, weitestgehend unverändert, baugeschichtlich von Bedeutung | 09203566 |
| Weitere Bilder                          | Ehemalige Sparkasse (erst Restaurant Schweizerhaus, nach Umbau dann Bankhaus Carl Willecke & Co., Stadtbank und Sparkasse) | Zwickauer Straße 403 (Karte)                | Ende 19. Jahrhundert, Umbau um 1920 | Repräsentativer Bau, bereichert durch qualitätvolle Details des Umbaus von 1920, markante Portalgestaltung, neobarocker und expressionistischer Dekor, baugeschichtlich von Bedeutung | 09203576 |
|                                         | Gewerbebau mit Vorgarten und Resten der historischen Einfriedung (ehemals Handschuhfabrik Christian Friedrich Lohs) | Zwickauer Straße 412 (Karte)                | 3. Viertel 19. Jahrhundert | Breit gelagerter, repräsentativer Fabrikbau in spätklassizistischen Formen, industriegeschichtlich von Bedeutung | 09203573 |
| Direkt Bild zu diesem Denkmal hochladen | Wohn- und Geschäftshaus in offener Bebauung und Ecklage | Zwickauer Straße 417 (Karte)                | 1904 | Qualitätvolles Gebäude mit zwei Läden, vorwiegend späthistoristisch geprägte Putzfassade, Kunststein-Fenstereinfassungen mit Vorhangbogenmotiv, baugeschichtlich und stadtentwicklungsgeschichtlich von Bedeutung | 09307055 |
|                                         | Gasthaus Schützenruh | Zwickauer Straße 420 (Karte)                | 1850er Jahre | Historisch bedeutsam als Dorfgasthof, weitestgehend unverändert, qualitätvolle Umgestaltung der 1920er Jahre | 09203575 |
|                                         | Ehemaliges Postamt | Zwickauer Straße 438 (Karte)                | Um 1905 | Anspruchsvoll gestalteter Bau mit markantem Zwerchgiebel, Neorenaissancemotive, baugeschichtlich und ortsgeschichtlich von Bedeutung | 09203571 |
| Weitere Bilder                          | Villa Tänzer mit Remise und Garten | Zwickauer Straße 440 (Karte)                | 3. Drittel 19. Jahrhundert | Repräsentativer gründerzeitlicher Villenbau, symmetrische Gliederung, reicher Bauschmuck unter Verwendung von Neorenaissancemotiven, prächtige Loggia im Erdgeschoss bestimmt die Straßenansicht, baugeschichtlich von Bedeutung | 09203572 |

## Ehemalige Denkmäler
| Bild                                    | Bezeichnung                                                                | Lage                         | Datierung | Beschreibung | ID       |
| --------------------------------------- | -------------------------------------------------------------------------- | ---------------------------- | --------- | --- | -------- |
| Direkt Bild zu diesem Denkmal hochladen | Brücke                                                                     | Jagdschänkenstraße (Karte)   |           | Vor 2001 abgerissen, Streichung aus der Denkmalliste vor 2010                                                                                                |          |
| Direkt Bild zu diesem Denkmal hochladen | Werksgebäude der späteren Deutsche Weinbrennerei AG im Hof des Grundstücks | Zwickauer Straße 407 (Karte) | Um 1910   | Architektonisch anspruchsvoller, vielgliedriger Fabrikbau, einheitlich in gelbem Ziegelverblender verkleidet, Ziermotive in grüner Keramik. 2013 abgerissen. | 09203577 |
| Direkt Bild zu diesem Denkmal hochladen | Bauernhaus (Meinert-Gut)                                                   | Zwickauer Straße 416 (Karte) |           | Zwischen 2001 und 2006 abgerissen, Streichung aus der Denkmalliste vor 2010                                                                                  |          |
| Direkt Bild zu diesem Denkmal hochladen | ADCA (Allgemeine Deutsche Kreditanstalt), nach 1949 Kreiswehrersatzamt     | Zwickauer Straße 446 (Karte) |           | Im Juli/August 2007 abgerissen, Streichung aus der Denkmalliste vor 2010                                                                                     |          |

## Tabellenlegende
- Bild: Bild des Kulturdenkmals, ggf. zusätzlich mit einem Link zu weiteren Fotos des Kulturdenkmals im Medienarchiv Wikimedia Commons. Wenn man auf das Kamerasymbol klickt, können Fotos zu Kulturdenkmalen aus dieser Liste hochgeladen werden:
- Bezeichnung: Denkmalgeschützte Objekte und ggf. Bauwerksname des Kulturdenkmals
- Lage: Straßenname und Hausnummer oder Flurstücknummer des Kulturdenkmals. Die Grundsortierung der Liste erfolgt nach dieser Adresse. Der Link (Karte) führt zu verschiedenen Kartendiensten mit der Position des Kulturdenkmals. Fehlt dieser Link, wurden die Koordinaten noch nicht eingetragen. Sind diese bekannt, können sie über ein Tool mit einer Kartenansicht einfach nachgetragen werden. In dieser Kartenansicht sind Kulturdenkmale ohne Koordinaten mit einem roten bzw. orangen Marker dargestellt und können durch Verschieben auf die richtige Position in der Karte mit Koordinaten versehen werden. Kulturdenkmale ohne Bild sind an einem blauen bzw. roten Marker erkennbar.
- Datierung: Baubeginn, Fertigstellung, Datum der Erstnennung oder grobe zeitliche Einordnung entsprechend des Eintrags in der sächsischen Denkmaldatenbank
- Beschreibung: Kurzcharakteristik des Kulturdenkmals entsprechend des Eintrags in der sächsischen Denkmaldatenbank, ggf. ergänzt durch die dort nur selten veröffentlichten Erfassungstexte oder zusätzliche Informationen
- ID: Vom Landesamt für Denkmalpflege Sachsen vergebene, das Kulturdenkmal eindeutig identifizierende Objekt-Nummer. Der Link führt zum PDF-Denkmaldokument des Landesamtes für Denkmalpflege Sachsen. Bei ehemaligen Kulturdenkmalen können die Objektnummern unbekannt sein und deshalb fehlen bzw. die Links von aus der Datenbank entfernten Objektnummern ins Leere führen. Ein ggf. vorhandenes Icon  führt zu den Angaben des Kulturdenkmals bei Wikidata.

## Ausführliche Denkmaltexte
1. ↑  Wohn- und Geschäftshaus Zwickauer Straße 417:

Das an der Hauptachse Zwickauer Straße im Ortsteil Siegmar gelegene Wohn- und Geschäftshaus wurde zusammen mit der rückwärtigen Schmiedewerkstatt 1904 nach Plänen des Baumeisters Karl Gohrberg für den Schmiedemeister Oskar Rüger errichtet. Der frei stehende zweigeschossige Putzbau in Ecklage erhebt sich über einem schmalen Natursteinsockel. Ein Walmdach mit Dachhäuschen schließt das Gebäude ab.

Gestalterisch hervorgehoben wird es durch einen abgeflachten, über drei Geschosse reichenden Eckrisalit sowie den in gleicher Höhe ausgebildeten Seitenrisalit der Schauseite an der Zwickauer Straße, welche einst von aufwändig gestalteten Türmchen mit Zierrat bekrönt waren. Wie aus der Bauakte hervorgeht, wurde 1939 seitens der Bauabteilung Siegmar-Schönau, die dem 1. Bürgermeister der Stadt Chemnitz unterstellt war, in Folge des Antrags auf Sanierung der Putzfassade gefordert, dass alle das Gebäude verschandelnden Architekturteile entfernt werden. Dies belegt die Tatsache, dass mit der Machtergreifung der Nationalsozialisten eine Einschränkung der Baufreiheit einherging und direkter Einfluss auf das Bauen neuer und auch schon bestehender Bauten ausgeübt wurde. Im Zuge dessen wurden die historisierenden Ziergiebel mit Simsen und Kugeln durch die beiden schlichten, dem traditionalistischen Stil verhafteten Giebelaufsätze ersetzt. Damit besitzt es einen geschichtlichen Zeugniswert. Geblieben sind die formschönen am Jugendstil orientierten Kunststeinfenster- und Türgewände, wobei die Fenstergewände des Erdgeschosses als fein profilierte Segmentbögen und die des Obergeschosses teils als Doppelfenster umspannende Vorhangbögen ausgebildet wurden. Von der Innenausstattung hat sich das Treppenhaus mit schmiedeeisernem Geländer, der Terrazzofußboden, Wohnungs- und Toilettentüren sowie Farbglasfenster erhalten. Abgesehen vom geschichtlichen Zeugniswert besitzt das Wohn- und Geschäftshaus als weitgehend ursprünglich erhaltener Wohnbau mit vorwiegend späthistoristischer Fassade eine baugeschichtliche und stadtentwicklungsgeschichtliche Bedeutung.